# Martinj Hrib
Martinj Hrib (v starejših virih tudi Martinji Hrib) je nekdanja vas v zahodni Sloveniji v Občini Logatec. Danes je del Logatca. Je del tradicionalne dežele Notranjske in je danes vključena v Osrednjeslovensko statistično regijo.

## Geografija
Martinj Hrib se nahaja na jugovzhodnem delu Logaškega polja ob cesti iz Logatca proti Lazam. Območje je močno zakraselo z vrtačami in jamami ter logaškimi koliševkami, ki so nastale ob podrtju jamskih stropov. Območje je proti vzhodu in jugu pokrito z gozdom.

## Zgodovina
Martinj Hrib je leta 1836 skupaj z ostalim Logatcem prizadela kuga; v vasi stoji kapelica v spomin na epidemijo. Martinj Hrib je leta 1880 štel 229 prebivalcev v 30 hišah, leta 1900 247 v 37 hišah, leta 1931 pa 290 prebivalcev v 27 hišah. Martinj Hrib je bil leta 1972 priključen Logatcu in s tem izgubil status samostojnega naselja.